# بوگوساواتس
بوگوساواتس (به صربی: Bogosavac) یک منطقهٔ مسکونی در صربستان است که در شاباتس واقع شده‌است.